# Ricardo Sperafico
Ricardo Sperafico (ur. 23 lipca 1979 w Toledo) – brazylijski kierowca wyścigowy.

## Kariera
Sperafico rozpoczął karierę w wyścigach samochodowych w 1996 roku od startów w edycji zimowej Brytyjskiej Formuły Ford, gdzie zdobył tytuł mistrzowski. W późniejszych latach pojawiał się także w stawce Brytyjskiej Formuły Ford, Festiwalu Formuły Ford, Południowoamerykańskiej Formuły 3, Włoskiej Formuły 3000 (mistrz w 2000 roku), Formuły 3000 (wicemistrz w 2003 roku), World Series by Nissan, Champ Car World Series, Stock Car Brasil Copa Nextel, Stock Car V8 oraz Copa Caixa Stock Car.